# Suello
Suello (lombardul: Süèll) település Olaszországban, Lombardia régióban, Lecco megyében. Lakosainak száma 1750 fő (2023. január 1.). Suello Annone di Brianza, Cesana Brianza és Civate községekkel határos.

## Népesség
A település lakossága az elmúlt években az alábbi módon változott:
| Lakosok száma | 1760 | 1766 | 1750 |
|               | 2017 | 2018 | 2023 |